# Haga, Akershus
Haga este o localitate din comuna Nes, provincia Akershus, Norvegia, cu o suprafață de 0,62 km² și o populație de 633 locuitori (2013).